# Tadeusz Kopeć
Tadeusz Wiktor Kopeć (Pierściec; 24 de Agosto de 1960 — ) é um político da Polónia. Ele foi eleito para a Sejm em 25 de Setembro de 2005 com 6206 votos em 27 no distrito de Bielsko-Biała, candidato pelas listas do partido Platforma Obywatelska.